# Ophioglossum pubescens
Ophioglossum pubescens là một loài dương xỉ trong họ Ophioglossaceae. Loài này được Raf. mô tả khoa học đầu tiên năm 1814.
Danh pháp khoa học của loài này chưa được làm sáng tỏ. 